# Шерлокіана

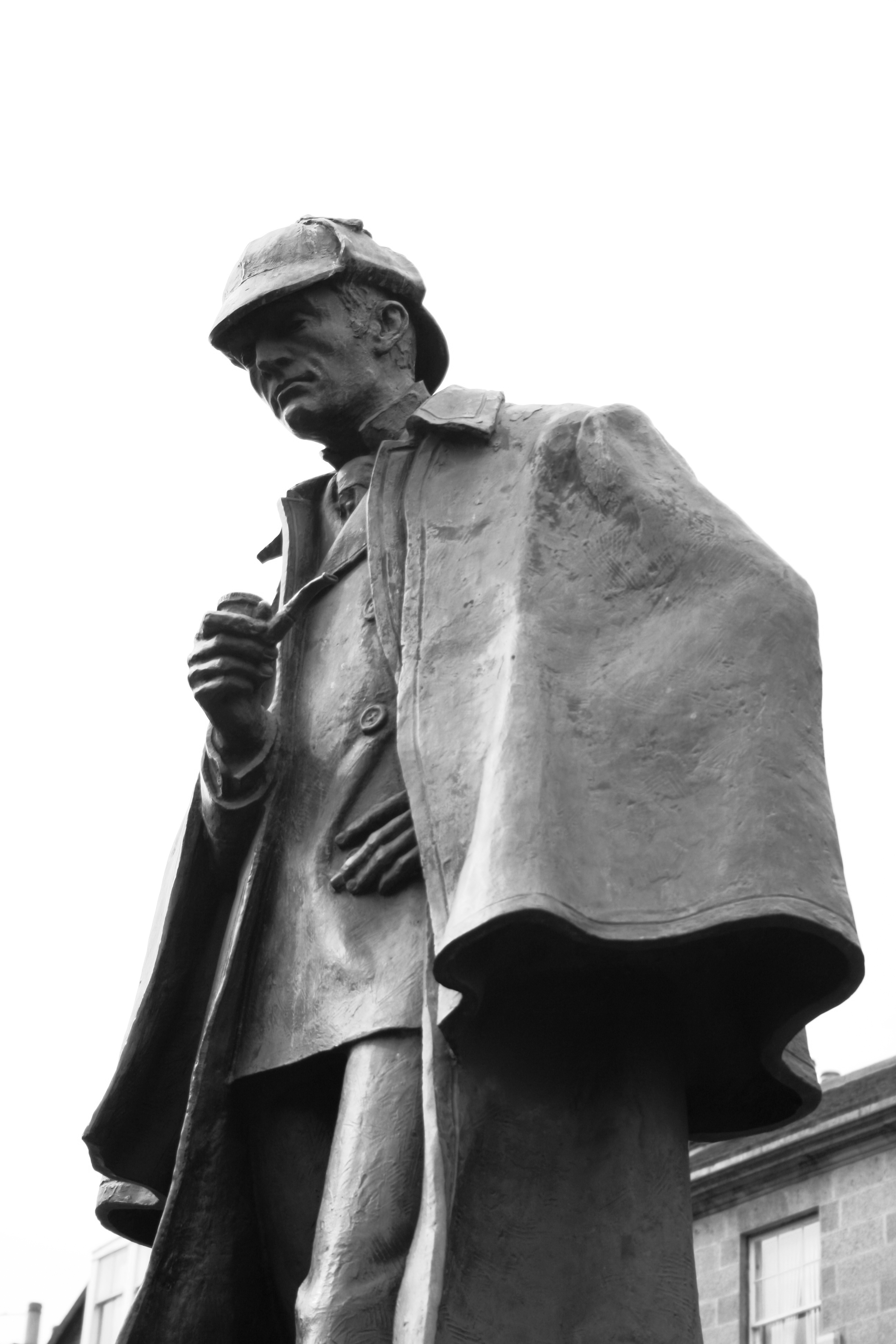
Пам'ятник Шерлоку Холмсу в Единбурзі

Шерлокіана (англ. Sherlockiana) — це назва, яка характеризує всю продукцію, виготовлену для фанатів Шерлока Холмса. До цієї продукції входять оригінальні твори Артура Конан-Дойля, а також книги, які були написані іншими письменниками про англійського слідчого Вікторіанської епохи; пам'ятні речі (статуетки, плакати та малюнки).

## Найвідоміші твори про Шерлока Холмса інших авторів
- Роджер Желязни «Ніч в тужливому жовтні»
- Еллері Куїн «Шерлок Холмс проти Джека Різника»
- О. Генрі «Пригода Шемрока Джолнса»
- Мітч Каллін «Бджоли містера Холмса»
- Безіл Ретбоун «Сон наяву»
- Моріс Леблан «Арсен Люпен проти Шерлока Холмса»
- Марк Твен «Детектив з подвійним прицілом»